# Société d'exploitation industrielle des tabacs et des allumettes
La Société nationale d'exploitation industrielle des tabacs et allumettes, anciennement Service d'exploitation industrielle des tabacs et allumettes, surtout connue sous son acronyme Seita, est une entreprise française du secteur du tabac. Régie d'État à sa création, elle disposait du monopole de la culture de tabac en France jusqu'en 1970, ainsi que de la fabrication et de la vente de tabac et d'allumettes jusqu'en 1976. La SEITA produit les marques de cigarettes et de tabac Gitanes, Gauloises, Royale, News, Bastos, Fine 120, Django et Amsterdamer. Renommée Altadis en 1999 à la suite de sa fusion avec Tabacalera, le groupe est devenu une filiale d'Imperial Tobacco en 2008, devenu depuis Imperial Brands.

## Historique

### Le monopole
Sous Louis XIV, la vente du tabac avait été déclarée privilège du gouvernement royal. Ce monopole fut libéralisé sous la révolution française en 1791, puis rétabli en 1810 par Napoléon Ier.

C'est cet ancien monopole d'État qui devient le Service d'exploitation industrielle des tabacs (SEIT) en 1926, sous la présidence de Raymond Poincaré. Ce service est alors rattaché à la Caisse autonome de gestion des bons de la défense nationale et d'amortissement de la dette publique. 

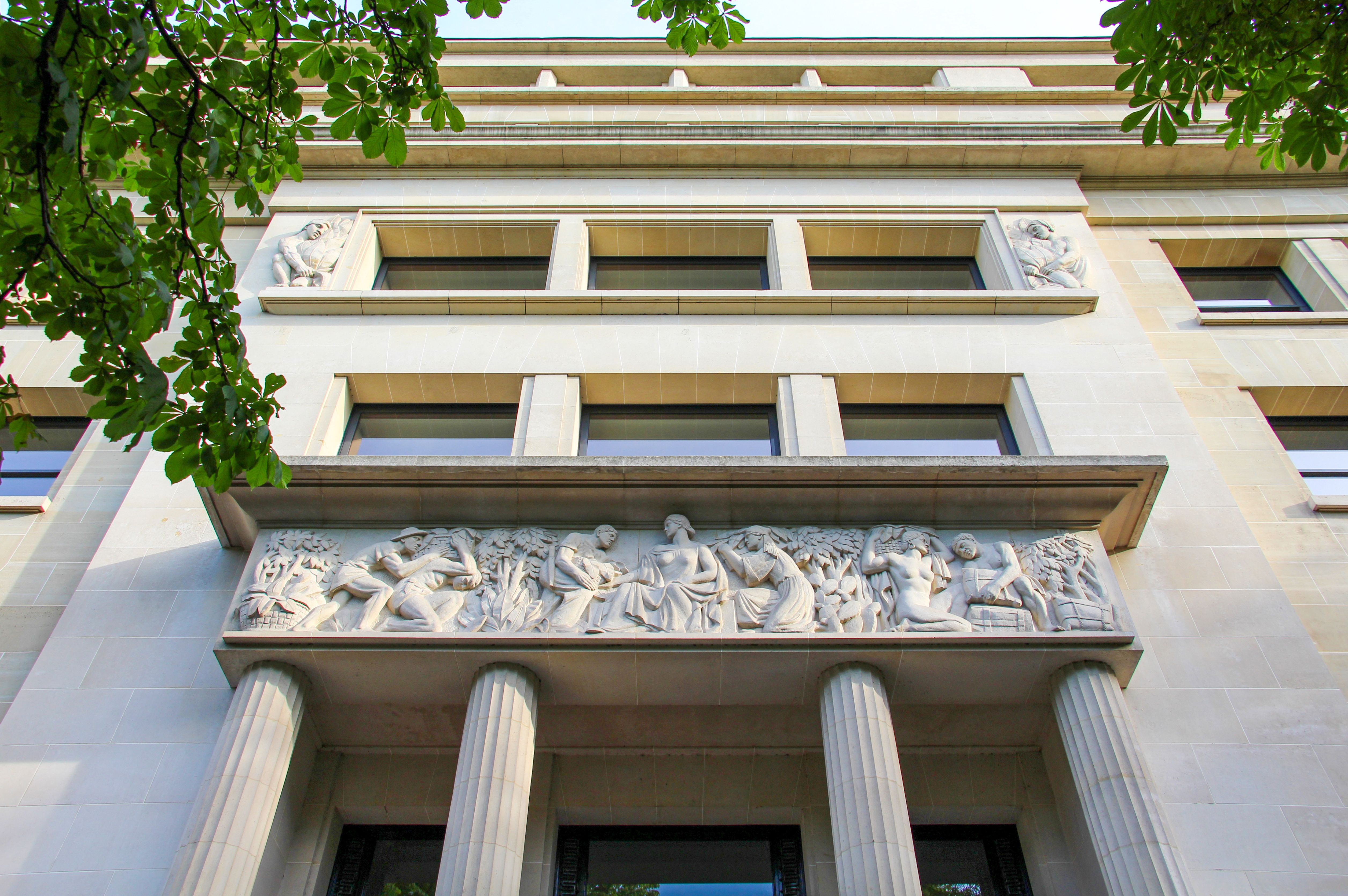
Ancien siège de la SEITA à Paris.

En 1935, le service absorbe le monopole des allumettes, affermé alors à une régie d'État nommée Compagnie générale des allumettes chimiques, et devient ainsi le SEITA. Celui-ci contrôle alors 22 manufactures des tabacs réparties sur l'ensemble du territoire national et vend uniquement les marques Gauloises et Gitanes.
Les réformes de 1959 et 1961 lui confèrent la qualité d'établissement public à caractère industriel et commercial (EPIC).

### La difficile gestion de la fin du monopole
En 1976[réf. nécessaire], la suppression des barrières douanières au sein du marché commun entraîne la perte du monopole de fabrication et de distribution de tabac pour le SEITA. La déferlante des marques américaines va entraîner un changement dans la consommation des Français, les femmes et les jeunes ayant très vite une préférence marquée pour le tabac blond et les cigarettes avec filtres. Le SEITA ne s'étant pas préparé à ce changement, il va subir à partir de cette date une baisse régulière des parts de marché de ses marques, que ce soit pour les cigarettes (Gauloises, Gitanes et Royale, lancée en 1956) ou pour les scaferlati (Caporal, Amsterdamer), segment qui comprend le tabac à pipe et le tabac à rouler.
Obligé de s'adapter, le SEITA tente de riposter en lançant deux marques de cigarettes blondes, Philtres et Maeva (mentholée), qui ne trouvèrent pas leur public et qui furent retirées de la vente moins de deux ans après leur sortie. Le PDG d'alors, Pierre Millet, décida alors de tout miser sur de nouvelles cigarettes brunes : les Gitanes internationales en 1976 et les Fine 120, cigarettes longues de 120 mm destinées à concurrencer la marque Time de RJ Reynolds, en 1977. Cependant, le succès des blondes ne se démentant pas, l'entreprise retente sa chance avec le lancement de Rich&Light en 1978, d'une marque de cigarettes « américaines », les News en 1979, et d'une blonde haut de gamme française, Champagne, mise au point par la « réunion des monopoles », alliance des fabricants européens et japonais pour contrer les marques anglo-saxonnes. Il se mit également à fabriquer pour le compte de British American Tobacco les cigarettes Lucky Strike destinées au marché français où les procédés de fabrication, la totalité des ingrédients sont différents par rapport aux autres produits de la SEITA, cette production se faisant sous la licence de British American Tobacco . Après un procès des viticulteurs champenois et l'échec cuisant de la Rich&Light, seules les News furent conservées, malgré une part de marché très faible. Le réel succès du SEITA avec les cigarettes blondes vint en 1984, avec le lancement des Gauloises blondes.

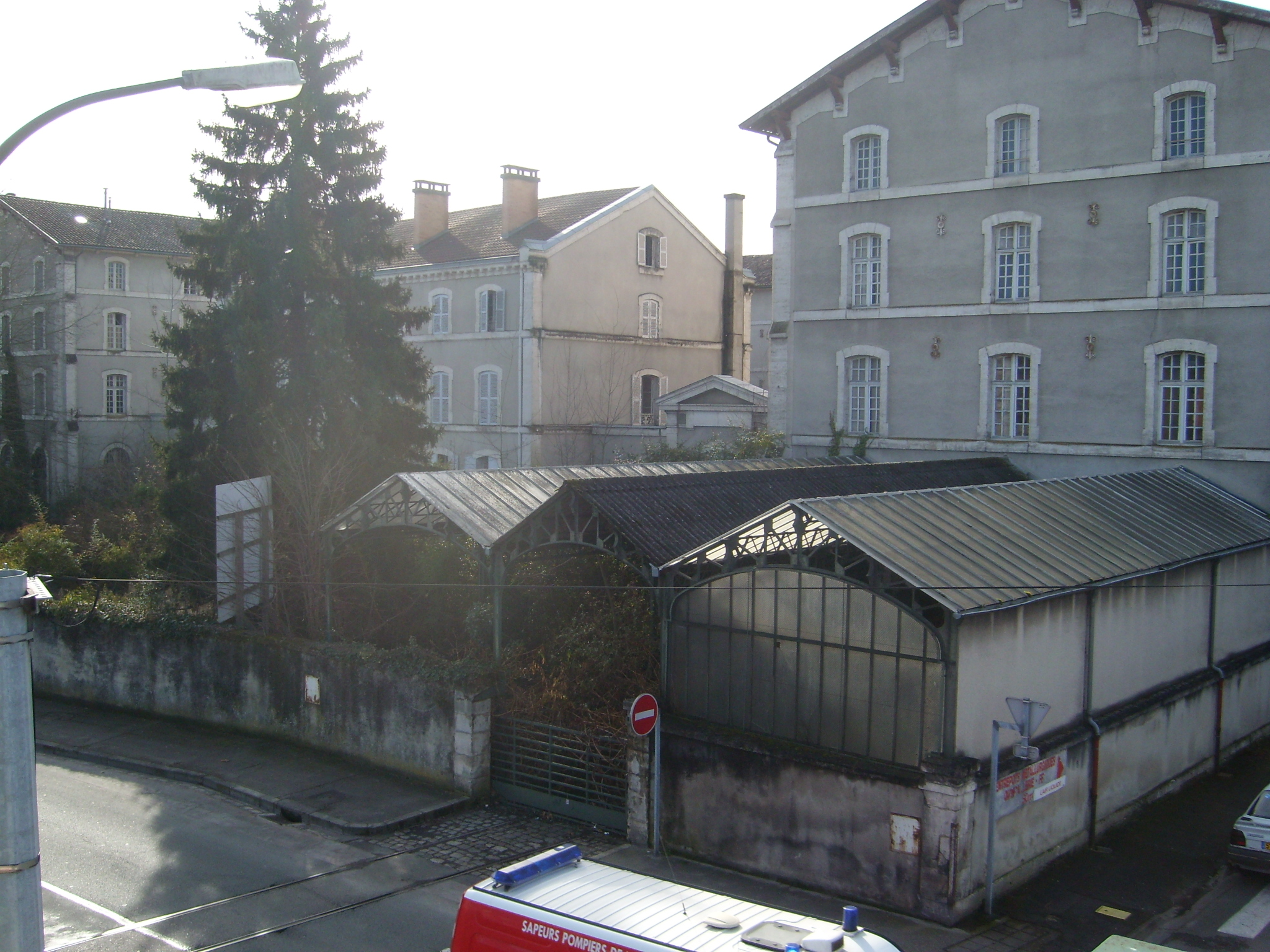
L'usine abandonnée de la Seita à Périgueux.

Un schéma similaire s'est appliqué dans le domaine du tabac à rouler : les lancements de marques telles que Caperlino, Jean Bart, Bergerac, Saint-Claude confrérie et même Pall Mall, fabriqué sous licence, ne rencontrèrent pas le succès. Seules les marques existantes, Gauloises et Amsterdamer, eurent du succès lorsqu'elles furent lancées en tabac à rouler, respectivement en 1982 et 1984.
Malgré toutes les tentatives mises en place pour tenter de garder le contrôle du marché, le déclin est inexorable. En 1994, moins d'une cigarette sur deux vendues en France est produite par le SEITA, et l'État refuse toute création d'une marque nouvelle. Toutefois, les autres fabricants n'ont pas investi le secteur de la distribution, et la filiale SEITA-Distribution commercialise la majeure partie du tabac écoulé par les buralistes. Seuls quelques distributeurs spécialisés dans les cigares ou le tabac à pipe sont également présents.
Cette perte de parts de marché va entraîner une profonde restructuration. En 1980, le service SEITA devient la société SEITA, une société nationale. En 1981, les manufactures de Nancy et de Pantin ferment leurs portes. Elles seront suivies par celles d'Orléans en 1982, de Lyon en 1987, de Marseille en 1990, de Dijon en 1993, de Châteauroux et de Périgueux en 1998. Celle de Pantin, alors désaffectée mais non abandonnée et qui sera détruite en 1992, aura servi pendant cette période de lieu de tournage pour des clips et des films, comme La Lectrice, Delicatessen, ou Nikita.

### La privatisation et la fusion dans Altadis
Après une première tentative avortée en 1993, la SEITA est privatisée en 1995. Vincent Bolloré, qui possédait déjà, au sein de sa société Coralma, les cigarettes Bastos, les papiers à cigarettes et les filtres JOB et OCB, souhaitait se porter acquéreur du groupe. Cependant, trop endetté, il a dû se contenter d'une partie du capital de la Seita, aux côtés de la Société générale, du CCF et de BiC.
Sous l'impulsion de ses nouveaux actionnaires et pour devenir compétitive face aux géants du secteur Philip Morris et British American Tobacco, la Seita prend le contrôle en 1995 du troisième fabricant polonais de cigarettes, ZPT Radom. Le 5 octobre 1999, elle fusionne avec l'espagnol Tabacalera, devenant le plus grand fabricant de tabac en Europe, sous le nom d'Altadis. Seules les activités de cigarettes et de cigares sont conservées. La fabrication d'allumettes est cédée avec l'assistance de la société de capital-risque Cluny Finance à un exploitant tunisien, Sofas. Les fermetures d'usines continuent, avec celles de Tonneins en 2000, de Morlaix en 2001, de Dijon en 2004 et de Lille en 2005, mettant un terme à la production des cigarettes brunes Gitanes et Gauloises en France (la production est transférée en Pologne).

### Le rachat par Imperial Tobacco
En 2008, Altadis est racheté par le groupe britannique Imperial Tobacco (quatrième fabricant mondial) et devient une de ses filiales. Six mois plus tard, celui-ci annonce un plan social de grande ampleur, conduisant à la suppression de 2 440 emplois en Europe. En France, il se traduit par la fermeture d'une usine de papier à cigarettes à Metz et d'une usine de cigares à Strasbourg.

### Restructuration
En novembre 2016, la Seita annonce la fermeture de l'usine de Riom et du centre de recherche de Fleury-les-Aubrais ; 339 emplois sont concernés.

## Organisation
Après avoir disparu des paquets au profit d'Altadis puis d'Imperial Tobacco, le nom Seita a refait son apparition en 2013. La filiale française du groupe possède six sites en France, contre une trentaine avant la privatisation : trois usines de fabrication de cigarettes, à Carquefou (près de Nantes), à Riom, et à Furiani (près de Bastia), une usine de traitement du tabac au Havre, et deux centres de recherche, à Fleury-les-Aubrais et Bergerac.
Altadis-Distribution, successeur de la SEITA-distribution, continue la distribution de tabac chez les buralistes. Ses effectifs sont de 1 300 salariés en 2011, répartis sur six sites principaux, dont certaines sont des anciennes manufactures reconverties en dépôts : Nancy, Le Mans, Colomiers, Lognes, Vitrolles et Mions.

## Producteurs de tabac
La régie dispose jusqu'en 1970 de l'exclusivité de l'achat du tabac servant à la fabrication des cigares et cigarettes vendus en France. Elle s'approvisionne majoritairement auprès d'agriculteurs français, et doit se contenter d'un maximum de 20 % de feuilles de tabac importées. Le nombre d'hectares de tabac pouvant être cultivés était revu chaque année en fonction des besoins du SEITA, et les permis de cultiver étaient délivrés par les préfets.
On dénombrait 30 289 planteurs de tabac en 1871 dans 20 départements, 41 000 en 1925 dans 30 départements, 107 000 en 1954. Leur nombre baisse ensuite : de 94 995 en 1958, il passe à 41 760 en 1969 dans 47 départements. Après la fin du monopole de l’achat des tabacs en France de 1970, le SEITA passe des contrats avec des planteurs (28 000 contrats en 1979).
En 2010, la France produit environ 18 000 tonnes de tabac par an et est le cinquième producteur européen, avec 97 % de tabac blond et 3 % de brun exporté dans 20 pays. Cette production est répartie sur 7 000 hectares. Il y a 2 076 planteurs et 20 000 travailleurs saisonniers (six mois par an) dans 60 départements, au sein de 7 coopératives agricoles. Une usine de première transformation du tabac se situe à Sarlat-la-Canéda. Elle appartient à France Tabac, société représentant l'union des coopératives, qui possède également à Bergerac une structure de recherche, d'expérimentation et de formation des hommes, l'Association nationale interprofessionnelle et technique du tabac (ANITTA).
En 2017, la production française s'établit à 8 172 tonnes et la France est le septième producteur de l'Union européenne.

## Production d'allumettes
En 1889, le ministre des Finances attribue à la Direction générale des manufactures de l'État le monopole de fabrication des allumettes et réquisitionne six des usines françaises qui en fabriquent : à Pantin, Aubervilliers, Marseille, Bordeaux, Trélazé (Maine-et-Loire) et Saintines (Oise),.
En 1892, une manufacture fut construite à Aix-en-Provence.
En 1940, la difficulté à recourir à l'importation de bois de peuplier pousse le SEITA à construire une filière d'approvisionnement française. Une usine de fabrication de tiges voit le jour en 1941 à Mâcon, zone importante de production de bois de peuplier.
Les allumettes fabriquées par la SEITA se décomposaient en deux gammes distinctes : les allumettes destinées à la cuisine, conditionnées en grosses boîtes, commercialisées sous le nom Cuisine Pratic, et celles destinées aux fumeurs, dans de petites boîtes, vendues sous les noms Instant Passion et Instant Plaisir.
Avec la concurrence des briquets et des allumages intégrés aux gazinières, la consommation se met à chuter à partir de 1960. En 1962, la Manufacture des allumettes d'Aubervilliers ferme ses portes. En 1981, c'est au tour de celle de Trélazé, puis de celle de Mâcon en 1993.
Le monopole fut levé entre 1990 et 1992, après plusieurs recommandations de la Commission européenne entre 1974 et 1987. Des concurrents de la SEITA commencent à commercialiser des allumettes, comme la société Cricket avec les allumettes Feudor. La SEITA ne possède alors plus qu'une seule unité de fabrication, celle de Saintines, qui est vendue en 2000 au groupe tunisien Sofas, lors de la fusion avec Tabacalera. Elle commercialise ses allumettes sous le nom de Flam'up. Si le site existe toujours aujourd'hui, il n'y subsiste qu'une activité de conditionnement, les allumettes étant maintenant importées.

## Présidents
- 1972-1977 : Pierre Millet
- 1974-: Philippe Huet[38]
- 1988-1993 : Bertrand de Gallé
- 1993-1999 : Jean-Dominique Comolli

## Activités de lobbying

### Auprès des institutions françaises
Pour l'année 2021, la Seita (filiale d'Imperial Tobacco) a déclaré à la Haute Autorité pour la transparence de la vie publique exercer des activités de lobbying en France. Le montant des moyens alloués pour la représentation d’intérêts se situe entre 300 000 € et 400 000 €.

### Auprès des institutions de l'Union européenne
La Seita est une filiale d'Imperial Tobacco, groupe inscrit depuis 2011 au registre de transparence des représentants d'intérêts auprès de la Commission européenne. Le groupe déclare en 2022 pour cette activité quatre collaborateurs et des dépenses d'un montant compris entre 600 000 et 700 000 euros.

## Activités culturelles
La Seita entretenait à Paris entre 1979 et 2000 un musée sur l'histoire du tabac, ainsi qu'une salle d'expositions temporaires sur les arts graphiques. Par la suite, Seita fit du mécénat artistique.